# Manuela Pesko
Manuela Laura Pesko (ur. 19 września 1978 w Chur) – szwajcarska snowboardzistka specjalizującą się w konkurencji halfpipe, dwukrotna medalistka mistrzostw świata.

## Kariera
W zawodach Pucharu Świata zadebiutowała 22 listopada 1997 roku w Zell am See, zajmując 50. miejsce w gigancie. Pierwsze pucharowe punkty wywalczyła blisko trzy lata później, 18 listopada 2000 roku w Tignes, zajmując dwunaste miejsce w halfpipe’ie. Pierwszy raz na podium zawodów tego cyklu stanęła 1 grudnia 2002 roku w Laax, kończąc rywalizację w tej konkurencji na drugiej pozycji. W zawodach tych rozdzieliła Japonkę Sōko Yamaokę i swą rodaczkę Fabienne Reuteler. Łącznie 25 razy stawała na podium zawodów PŚ, odnosząc przy tym trzynaście zwycięstw, wszystkie w halfpipe’ie. Najlepsze wyniki osiągnęła w sezonie 2005/2006, kiedy to zajęła trzecie miejsce w klasyfikacji generalnej, a w klasyfikacji halfpipe’a zdobyła Małą Kryształową Kulę. W klasyfikacji tej konkurencji triumfowała także w sezonach 2002/2003, 2006/2007 i 2007/2008, a w sezonie 2004/2005 była druga za Mero Imai z Japonii.
Pierwszy medal wśród seniorek wywalczyła mistrzostwach świata w Whistler, zajmując drugie miejsce w swej koronnej konkurencji. Uplasowała się tam między Francuzką Doriane Vidal i Hannah Teter z USA. Dwa lata później, podczas mistrzostw świata w Arosie, zdobyła złoty medal, wyprzedzając Sōko Yamaokę i Polkę Paulinę Ligocką. Była też między innymi czternasta na mistrzostwach świata w Kreischbergu w 2003 roku. W 2006 roku wystartowała na igrzyskach olimpijskich w Turynie, gdzie była siódma. Brała też udział w igrzyskach w Vancouver w 2010 roku, kończąc rywalizację na 25. pozycji.
W 2010 roku zakończyła karierę.

## Osiągnięcia

### Igrzyska olimpijskie
| Miejsce | Dzień     | Rok  | Miejscowość | Konkurencja | Zwyciężczyni |
| ------- | --------- | ---- | ----------- | ----------- | ------------ |
| 7.      | 13 lutego | 2006 | Turyn       | Halfpipe    | Hannah Teter |
| 25.     | 18 lutego | 2010 | Vancouver   | Halfpipe    | Torah Bright |

### Mistrzostwa świata
| Miejsce | Dzień       | Rok  | Miejscowość          | Konkurencja | Zwyciężczyni  |
| ------- | ----------- | ---- | -------------------- | ----------- | ------------- |
| 39.     | 27 stycznia | 2001 | Madonna di Campiglio | Halfpipe    | Doriane Vidal |
| 14.     | 16 stycznia | 2003 | Kreischberg          | Halfpipe    | Doriane Vidal |
| 2.      | 22 stycznia | 2005 | Whistler             | Halfpipe    | Doriane Vidal |
| 1.      | 20 stycznia | 2007 | Arosa                | Halfpipe    | -             |

### Puchar Świata

#### Miejsca w klasyfikacji generalnej
- sezon 1997/1998: 127.
- sezon 2000/2001: -
- sezon 2001/2002: -
- sezon 2002/2003: -
- sezon 2003/2004: -
- sezon 2004/2005: -
- sezon 2005/2006: 3.
- sezon 2006/2007: 4.
- sezon 2007/2008: 8.
- sezon 2009/2010: 94.

#### Miejsca na podium
1. Laax – 1 grudnia 2002 (halfpipe) - 2. miejsce
2. Whistler – 12 grudnia 2002 (halfpipe) - 1. miejsce
3. Whistler – 12 grudnia 2002 (halfpipe) - 1. miejsce
4. Sapporo – 1 marca 2003 (halfpipe) - 3. miejsce
5. Arosa – 13 marca 2003 (halfpipe) - 3. miejsce
6. Whistler – 13 grudnia 2003 (halfpipe) - 1. miejsce
7. Stoneham – 20 grudnia 2003 (halfpipe) - 2. miejsce
8. Sungwoo – 26 lutego 2005 (halfpipe) - 1. miejsce
9. Tandådalen – 18 marca 2005 (halfpipe) - 2. miejsce
10. Kreischberg – 9 stycznia 2006 (halfpipe) - 1. miejsce
11. Leysin – 19 stycznia 2006 (halfpipe) - 1. miejsce
12. Leysin – 20 stycznia 2006 (halfpipe) - 2. miejsce
13. Lake Placid – 11 marca 2006 (halfpipe) - 2. miejsce
14. Furano – 18 marca 2006 (halfpipe) - 1. miejsce
15. Saas Fee – 23 listopada 2006 (halfpipe) - 3. miejsce
16. Bardonecchia – 3 lutego 2007 (halfpipe) - 1. miejsce
17. Calgary – 2 marca 2007 (halfpipe) - 1. miejsce
18. Calgary – 3 marca 2007 (halfpipe) - 1. miejsce
19. Lake Placid – 10 marca 2007 (halfpipe) - 2. miejsce
20. Stoneham – 18 marca 2007 (halfpipe) - 1. miejsce
21. Cardrona – 1 września 2007 (halfpipe) - 1. miejsce
22. Saas Fee – 2 listopada 2007 (halfpipe) - 3. miejsce
23. Gujō – 23 lutego 2008 (halfpipe) - 3. miejsce
24. Stoneham – 9 marca 2008 (halfpipe) - 1. miejsce
25. Valmalenco – 16 marca 2008 (halfpipe) - 1. miejsce

- W sumie 13 zwycięstw, 7 drugich i 5 trzecich miejsc.